# Cao Teng
Cao Teng (? - ?) était un eunuque qui servit la Dynastie Han dans ses dernières années. Il servit quatre empereurs Han (Shun, Chang, Zhi et Huan), il atteignit le plus haut rang possible pour un eunuque de la cour, Dachangqiu (大長秋).
Via son fils adoptif Cao Song, il était le grand-père de Cao Cao, un seigneur de guerre qui joua un rôle majeur dans les Trois Royaumes. Après la création du royaume de Wei par ce dernier, il fut nommé à titre posthume Empereur Gao de Wei (魏高帝).

## Famille
- Cao Jie (曹節) (père)
- Cao Song (fils adoptif)
- Cao Cao (petit-fils)¹